# Chỉ số hạn hán Keetch-Byram
Chỉ số hạn hán Keetch-Byram (KBDI), được tạo ra bởi John Keetch và George Byram năm 1968 cho Cục Kiểm lâm Hoa Kỳ thuộc Bộ Nông nghiệp Hoa Kỳ, là thước đo của điều kiện hạn hán. Nó thường được sử dụng cho mục đích dự đoán khả năng và mức độ nghiêm trọng của nạn cháy rừng. Nó được tính toán dựa trên lượng mưa, nhiệt độ không khí và các yếu tố khí tượng khác .
KBDI là một ước tính về thiếu hụt độ ẩm của đất, là lượng nước cần thiết để đưa độ ẩm của đất lên đến hết sức chứa của nó. Thiếu hụt độ ẩm đất cao có nghĩa là có rất ít nước có sẵn để bốc hơi hoặc thoát hơi nước ở thực vật . Điều này xảy ra trong điều kiện hạn hán kéo dài và có ảnh hưởng đáng kể đến tính chất cháy.
Ở Hoa Kỳ, nó được biểu diễn như một khoảng từ 0 đến 800, với mỗi đơn vị tương ứng với một phần trăm inch thiếu hụt nước khả dụng; ở các quốc gia sử dụng hệ đo lường met thì chỉ số này được biểu diễn trong khoảng từ 0 đến 200, với mỗi đơn vị tương ứng với một milimét.
| Giá trị chỉ số (phần trăm inch) | Giá trị chỉ số (milimet) | Hàm ý                                                                        |
| ------------------------------- | ------------------------ | ---------------------------------------------------------------------------- |
| 0–200                           | 0–50                     | Đất ẩm. 0 đại diện cho đất bão hòa hoàn toàn.                                |
| 200–400                         | 50–100                   | Lá rụng bắt đầu khô.                                                         |
| 400–600                         | 100–150                  | Lá rụng ở phía dưới tích cực góp phần vào cường độ cháy và sẽ cháy tích cực. |
| 600–800                         | 150–200                  | Liên quan đến hạn hán nghiêm trọng và tính chất cháy tột bậc.                |